# Cattedrale di Sheffield
La cattedrale di Sheffield (cattedrale di San Pietro e San Paolo, in inglese  Cathedral Church of St Peter and St Paul) è la chiesa principale della diocesi anglicana di Sheffield, nel South Yorkshire (Inghilterra).
Originariamente una chiesa parrocchiale, fu elevata al rango di cattedrale all'istituzione della diocesi locale nel 1914.
Nella cattedrale si trova la cappella di Shrewsbury, luogo di sepoltura degli conti di Shrewsbury.